# Datenerfassung

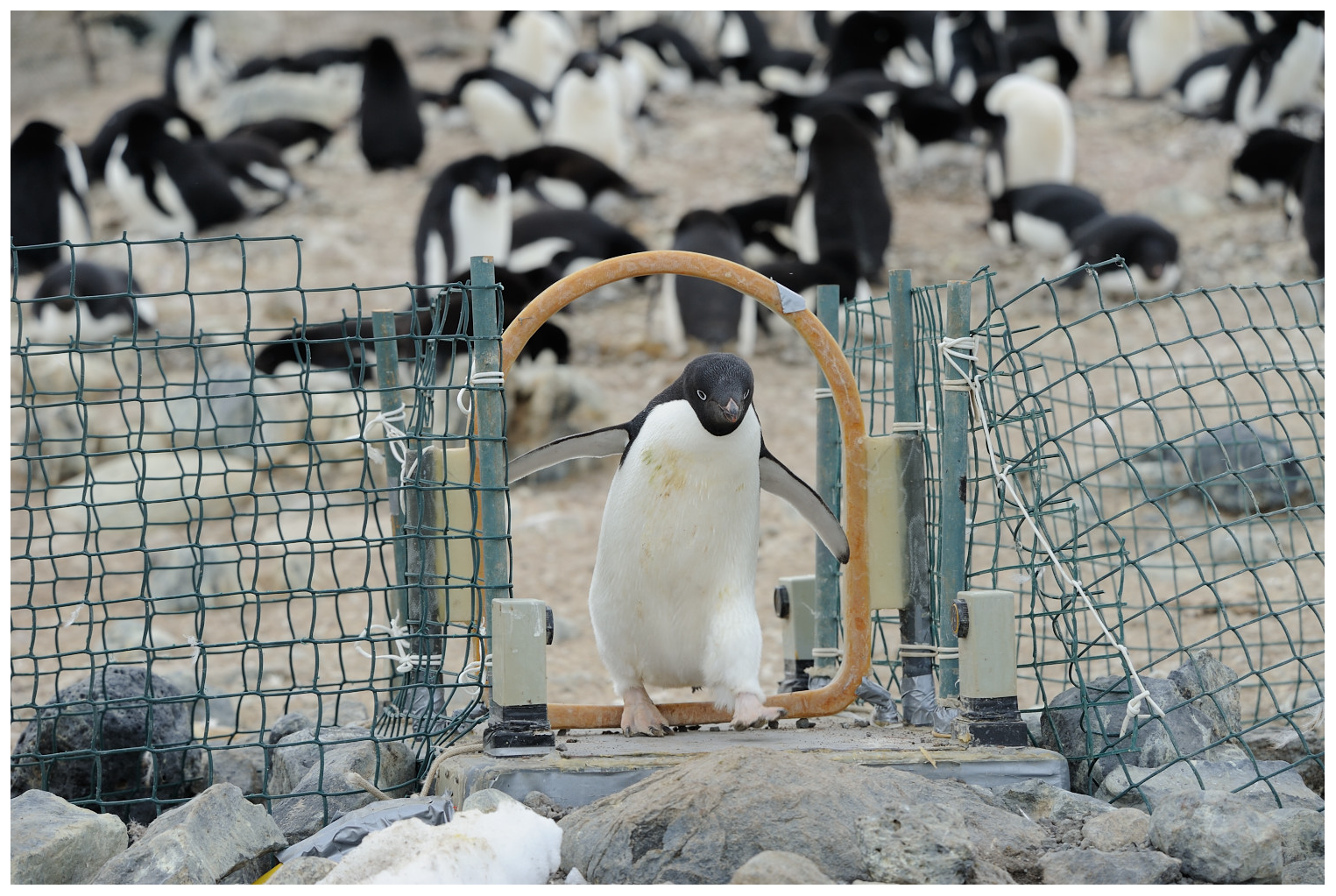
Beim Durchschreiten dieser Bodenwaage werden Gewicht und Größe des Pinguins automatisch erfasst.

Als Datenerfassung werden allgemein alle Methoden der zeitgleichen oder zeitfolgerichtigen Messung und Zählung, gegebenenfalls einschließlich Zeitstempel für Daten bezeichnet. In der Datenverarbeitung ist die Datenerfassung die direkte oder indirekte Eingabe von Daten am Arbeitsplatz in eine Datenverarbeitungsanlage. 

## Allgemeines
Charakteristisch ist die unmittelbare und direkte Zugänglichkeit der Messgröße oder einer damit physikalisch eindeutig verbundenen Ersatzgröße. Das ist Gegenstand der Messtechnik in allen bekannten Ausprägungen. Zur Erfassung gehört auch das Lesen (englisch reading) von Identmerkmalen mittels geeigneter Kennzeichen und Lesegeräte.
In heutiger Bedeutung ist Datenerfassung ein „Arbeitsvorgang, mit dem anfallende Daten in eine maschinenlesbare Form gebracht und auf Datenträgern gespeichert werden“. Häufig versteht man darunter die Erfassungstätigkeit eines Benutzers am Computer. 

## Datenverarbeitung
Unterschieden wird zwischen stationärer und mobiler Datenerfassung.

### Stationäre Datenerfassung
In der Datenverarbeitung wird als Datenerfassung (englisch data recording) die direkte Eingabe von Daten am Computerarbeitsplatz durch Eingabegeräte oder die indirekte Erfassung durch Datenübertragung mit Hilfe von Beleglesern, Datenerfassungsgeräten, maschinenlesbaren Datenträgern oder Scannern bezeichnet, damit diese Eingabedaten für Zwecke der automatisierten Datenverarbeitung jederzeit abrufbar und auswertbar sind.

### Mobile Datenerfassung
Die mobile Datenerfassung ermöglicht – unabhängig vom Bildschirmarbeitsplatz – die direkte Aufnahme von operativen Daten durch tragbare Datenerfassungsgeräte. Beispiel ist die Erfassung des Wareneingangs bei der Lagerhaltung.

### Funktionstrennung
Im Rahmen der Funktionstrennung sollte die Datenerfassung personell von der Datenfreigabe getrennt sein.

## Abgrenzung zur Datenerhebung
Im Gegensatz zur Erfassung ist die Datenerhebung (englisch inquiry) eine mathematisch qualifizierte Ersatzmethode, welche lediglich eine nicht zugängliche Messgröße in einer für den intendierten Zweck hinreichenden Eindeutigkeit mit einer erfassten Hilfsgröße verknüpft und ohne direkte Zeitbindung berechnet. Dies ist Gegenstand der repräsentativen Stichprobe oder der retrospektiven Datenanalyse und der Methoden der deskriptiven Statistik in allen bekannten Ausprägungen.
Eine Datenerhebung erfolgt somit nie zeitgleich (online). Im allgemeinen (nicht technischen) Sprachgebrauch wird jedoch die Datenerhebung häufig mit Datenerfassung gleichgesetzt.

## Messtechnik
In der Messtechnik versteht man unter Datenerfassung (engl. data acquisition, kurz DAQ) die Aufnahme analoger Signale mittels geeigneter Hardware (z. B. einer Datenerfassungskarte). Hierbei werden mit Hilfe eines Analog-digital-Umsetzers digitale Messdaten erzeugt, die dann per Software weiterverarbeitet werden können. Es wird zwischen Off-Line- und On-Line-Datenerfassung unterschieden.

## Leittechnik
Für die Leittechnik wurde der Begriff der Datenerfassung in DIN 19222 definiert:

„Daten erfassen
 durch Messen oder Zählen und gegebenenfalls durch Signalumformung analoge oder digitale Daten gewinnen“

DIN 19222 ist ersetzt worden durch DIN EN 60050-351.

## Logistik
In Logistik und Handel wird unter Datenerfassung das Auslesen von Barcodes bzw. Transpondern mittels automatischer Systeme verstanden. Dabei sind zwei Fälle zu unterscheiden. Häufig wird nur eine Zeichenfolge gelesen, die als Identifikator für ein Objekt, etwa einen Artikel an einer Scannerkasse dient. Mit dem Aufkommen von EAN128, zweidimensionaler Barcodes und mit Daten frei beschreibbarer Transponder werden zunehmend Informationen transportiert. Dies können z. B. Mindesthaltbarkeitsdaten, Sender- und Empfängeradressen aber auch Produktions- und Sicherheitsinformationen sein. Vergleichbar der Schrift zur Informationsspeicherung und -übertragung zwischen Menschen ist entscheidend, dass die Informationen auf dem Datenträger (Barcode/Transponder) für ein späteres maschinelles Auslesen gespeichert werden.
Im Zuge der Industrie 4.0 nimmt die Datenerfassung sprunghaft zu, da immer mehr Materialflussobjekte (z. B. Einzelteile, Produkte, Pakete, Behälter, Transportmittel) durch eine maschinenlesbare Kennzeichnung identifiziert werden können (z. B. Barcode, QR-Code). Immer mehr Materialflussobjekte werden inzwischen durch elektronische Identifizierungsmedien (z. B. RFID) gekennzeichnet und können so elektronisch erkannt und erfasst werden. Mit Hilfe von elektronischen Ortungssystemen (z. B. GPS) und dem Internet können bei cyber-physikalische Objekte oftmals auch die örtliche Position bestimmt werden, wodurch die Verfolgung eines Objektes (Tracing) in der gesamten Lieferkette möglich wird. Die erfassten Daten spielen als Digitaler Schatten eine wichtige Rolle zur Steuerung des Produktions- und Materialflusses im Konzept Digitaler Zwilling. 
Die erfassten Daten werden in großen Datenbanken gesammelt, die als Big Data bezeichnet werden, und können dann mit den neuen Verfahren für Künstliche Intelligenz ausgewertet werden.